# 래술 추나예프
래술 아바카르 오글루 추나예프(아제르바이잔어: Rəsul Abakar oğlu Çunayev, 1991년 1월 7일~)는 아제르바이잔의 전직 레슬링 선수이다. 2016년 하계 올림픽 남자 그레코로만형 라이트급 동메달을 획득했다. 또한 세계 선수권 대회에서 금메달 1개, 동메달 2개를 획득했다.